# اسقف‌نشین هلسینکی
اسقف‌نشین هلسینکی (فنلاندی: Helsingin hiippakunta ; سوئدی: Helsingfors stift) مقر اسقف هلسینکی کلیسای انجیلی لوتری فنلاند است. کلیسای جامع آن کلیسای جامع هلسینکی است.
این اسقف‌نشین در میان اسقف نشین‌های فنلاند منحصر به فرد است به این معنا که در برخی از مناطق محله، اعضای کلیسا در اقلیت هستند. در مناطق کالیو و واللیلا، اعضای کلیسا در میان ساکنان حدود ۴۹ درصد است.

## اسقف‌های هلسینکی
- مارتی سیمویوکی ۱۹۵۹ – ۱۹۶۴
- آره لااوها ۱۹۶۴ – ۱۹۷۲
- آلمو نیکلاینن ۱۹۷۲ – ۱۹۸۲
- ساموئل لهتونن ۱۹۸۲ – ۱۹۹۱
- ایرو هووینن ۱۹۹۱ – ۲۰۱۰
- ایریا آسکولا ۲۰۱۰ – ۲۰۱۷
- تیمو لایاسالو ۲۰۱۷ –[۲]